# Deutscher Jazzpreis
Der Deutsche Jazzpreis ist ein internationaler Jazzpreis aus Deutschland, der erstmals 2021 von der Kulturstaatsministerin Monika Grütters insbesondere für besondere künstlerische Leistungen im Jazz oder zu dessen Förderung vergeben wurde und seit 2022 von ihrer Nachfolgerin Claudia Roth, seit 2025 von Wolfram Weimer weitergeführt wird. Ziel war es zunächst insbesondere, die Vielfalt des Jazzschaffens in Deutschland abzubilden und zu erhalten, die internationale Jazzszene in ihrer innovativen Kreativität und Leistung zu würdigen und eine tiefere Verankerung der Kunstform Jazz in der Gesellschaft zu etablieren. Von 2021 bis 2023 wurden Preisträger in 31 Kategorien bedacht; der Preis war mit jeweils 10.000 Euro dotiert. 2024 wurden Preise in 22 Kategorien vergeben und das Preisgeld auf 12.000 € erhöht.

## Preisverleihung
Sowohl Musiker als auch Musikproduktionen (der letzten beiden Jahre), Kompositionen, Veranstaltungsorte und Festivals aber auch journalistische Leistungen wurden 2021 mit dem Deutschen Jazzpreis ausgezeichnet. Auch in den beiden nächsten Jahren konnten in elf Kategorien Bewerbungen eingereicht werden, in weiteren Kategorien erfolgten die Nominierungen direkt durch eine Fachjury. Aus dieser Vorauswahl von insgesamt 81 Nominierungen wählte eine Hauptjury die Preisträger aus. Zudem wählte die Hauptjury Jazzförderer, Einrichtungen und Journalisten aus, die mit Sonderpreisen, etwa für die Lebensleistung, bedacht wurden.

### Preisverleihung 2021
Die Verleihung wurde am 3. Juni 2021 dezentral aus Hamburg, Berlin, München und Mannheim im Live-Streaming übertragen. Moderatorin in Hamburg war Pinar Atalay, die sich mit Ulf Drechsel (rbb), Ulrich Habersetzer (BR) und Nicole Köster (SWR) abwechselte; als Live-Act unterstützte in Hamburg Nils Landgren; in Mannheim, München und Berlin musizierten auch einige der Preisträger. Mit der Organisation von Juryverfahren und Preisverleihung wurde die gemeinnützige Initiative Musik, die als zentrale Fördereinrichtung der Bundesregierung für die Musikwirtschaft etabliert wurde, betraut. Die Presse lobte die Premiere, die als gelungener, musikalisch beeindruckend vielfältiger Live-Stream über die vier Bühnen gegangen sei.
Ziel der Feier war es überdies, die Vergabe des Deutschen Jazzpreises als jährlich wiederkehrende, kulturelle Leuchtturm-Veranstaltung vorzubereiten. Andreas Hilmer berichtete über die Premiere des Deutschen Jazzpreises in einem knapp vier-minütigen Fernsehbeitrag für die Tagesthemen: „31 Preisträger von leisem Gesang bis lauter Trompete werden prämiert. Die Szene ist frisch und hellwach UND: den typischen Jazz gibt es nicht, denn vielfältig war Jazz eigentlich immer schon.“ Der NDR urteilte, dass die strukturelle Neuaufstellung geglückt sei; die Neue Musikzeitung fand die Veranstaltung „ausgezeichnet,“ während Die Zeit die „Lobreden ohne Ende“ in einer beinahe endlos lang wirkenden Präsentation im TV-Format einer Gala kritisierte: „Bei der fernsehgerechten Übertragung der erstmaligen Verleihung des Deutschen Jazzpreises verhindert eine unsichtbare Regie, dass viel Jazz gespielt wird.“ Im Unterschied zum früheren Industriepreis Echo Jazz sei aber versucht worden, „das Klüngelwesen auszuschalten“. Bunt besetzte Vorjurys und die federführende Hauptjury hätten letztlich Musiker ausgewählt, „die in ihrer Vielfalt das Genre besser repräsentieren und im Einzelfall mit ihrem Mut und Einfallsreichtum auch voranbringen.“ Das Hamburger Abendblatt kam zu dem Fazit: „Auch wenn die erste Verleihung des Deutschen Jazzpreises Überlänge hat, sie ist ein Erfolg.“ Michael Rüsenberg kam zu dem Schluss: „In der Hauptsache aber, in der Auswahl von Preisträgern und Preisträgerinnen, setzt sich der Deutsche Jazzpreis geradezu radikal von seinem Echo-‚Vorgänger‘ ab.“

### Preisverleihung 2022
Die Preisverleihung des Deutschen Jazzpreises fand 2022 im Vorfeld und in Kooperation mit der jazzahead! im Metropol Theater Bremen statt. Durch die rund 90-minütige Verleihung führten die Moderatorinnen Hadnet Tesfai und Götz Bühler. Musikalisch wurde die Veranstaltung neben einem Jazztrio, bestehend aus den Musikern Lucía Martínez (Schlagzeug), Daniel Erdmann (Saxophon) und Ronny Graupe (Gitarre), von zwei Live–Acts begleitet: Preisträger Gebhard Ullmann mit seinem Trio und der nominierten amerikanischen Harfenistin Brandee Younger. Die Auswahl der Nominierten und Preisträger traf wie im Vorjahr eine breit besetzte Fach- und Hauptjury aus deutschen sowie internationalen Akteuren des Jazz.
Die Preisverleihung selbst unterschied sich zum Vorjahr in einer umfassenden Änderung der Struktur und der Dauer. So wurde, bis auf wenige Ausnahmen, auf längere Laudationen verzichtet.
Neben der Umstrukturierung und Straffung der Preisverleihung wurde unter anderem die Neubesetzung der Jurys gelobt. Oliver Hochkeppel urteilte im Allgemeinen: „Wenn alle Verbesserungen so schnell greifen würden wie beim Deutschen Jazzpreis, dann hätte die Szene ein paar Sorgen weniger.“ Über Show-Dramaturgie und Preisträger befand Hochkeppel, dass „die Höhepunkte des Abends dann auch wirklich welche (waren). Etwa die anekdotenreiche, auf exzellentem Deutsch gehaltene Grußbotschaft des aus Chicago zugeschalteten George E. Lewis beim Ehrenpreis für den Saxofonisten Ernst-Ludwig ‚Luten‘ Petrowsky, einer Schlüsselfigur für den Jazz in der DDR. Oder die pointierte Rede der ukrainischen Sängerin und Pianistin Tamara Lukasheva über die Aufgabe der Kunst unter den aktuellen Vorzeichen. Oder die Danksrede des französischen Sopransaxofonisten Émile Parisien in seinem lustigen Englisch.“ Bei den Preisträgern sei „die ganze Bandbreite des Jazz abgedeckt und tatsächlich die Relevanz im zu bewertenden Jahr ausgezeichnet“ worden. Im Anschluss an die Preisverleihung folgte ein Konzertabend mit vier Nominierten und Preisträgern der Edition 2022: Nubya Garcia (im Quartett), Fola Dada (im Quintett), Sylvie Courvoisier und die Jazzrausch Big-Band.

### Preisverleihung 2023
Wie 2022 fand auch im Folgejahr die Preisverleihung zentral in Bremen statt, 2023 direkt im Vorfeld der internationalen Fachmesse Jazzahead. Mit großem Geschick verliehen die Moderatoren Hadnet Tesfai und Max Mutzke Preise in 31 Kategorien während der Gala im Metropol Theater Bremen innerhalb von zwei Stunden. Musikalisch untermalt wurde die Feier einerseits von einem Trio (Luise Volkmann, Phil Donkin, Max Andrzejewski) andererseits von zwei Konstellationen nominierter Musiker in etwas längeren Auftritten. Bemängelt wurde bei einigen Preisen sowohl das Votum der Fachjury, die für die meisten Kategorien die Vorauswahl traf, als auch die anschließende Auswahl der Hauptjury. Auch die verlesenen Begründungen der Jury wurden zum Teil wegen einer extrem aufgeblasenen Sprache kritisiert. Oliver Hochkeppel meinte sogar, dass die Besetzung der Jury dazu geführt habe, dass „offensichtlich“ fast nur „nach Proporz, Politik und Zeitgeist“ geurteilt worden und die Qualität der Musik auf der Strecke geblieben sei; ausgezeichnet worden seien nicht die, „an denen im vergangenen Jahr künstlerisch kein Vorbeikommen war“. Aufgrund von nach seiner Ansicht zahlreichen Pannen hielt er die Preisverleihung sogar für „desaströs“; ohnehin sei sie am Publikum vorbei gemacht worden. Georg Spindler hielt die Gala hingegen trotz einiger Fragezeichen für ein würdiges Ereignis.

### Preisverleihung 2024
Die vierte Verleihung des Deutschen Jazzpreises fand am 18. April 2024 im E-Werk in Köln statt. Anders als im Vorjahr kam die Veranstaltung diesmal beim anwesenden Publikum gut an. Routiniert, aber zugleich lässig haben die Moderatoren Hadnet Tesfai und Götz Bühler die Preise verliehen. Die musikalischen Beiträge des Abends mit Angelika Niescier (Gewinnerin in „Holzblasinstrumente“) im Duo mit dem Pianisten Alexander Hawkins, dem Trio von Omer Klein (nominiert als „Live-Act des Jahres“) und dem amerikanischen Pianisten Kenny Barron (Gewinner als „Künstler des Jahres international“) standen alle im Zusammenhang mit der Veranstaltung. Die Fachwelt verzeichnete vor allem „deutlich weniger fragwürdige Ehrungen als im vergangenen Jahr.“ Hinterfragt wurde vor allem die Zusammenlegung mancher Kategorien; so wurden in der Vorauswahl der Fachjury etwa bei „Saiteninstrumente“ nur noch Bassisten nominiert, weder Gitarristen noch Geiger. Auch die „Klischees über Jazz als musikalische Begleitung für Demokratie und Freiheit“ im Grußwort von Staatsministerin Claudia Roth fanden wenig Gegenliebe.
Kritisiert wurde auch die in der Zeremonie durchgängig gepflegte Ideologie, „Demokratie zeige sich in modellhafter Form, wenn unterschiedliche MusikerInnen auf der Bühne stehen.“

### Preisverleihung 2025
Wiederum im E-Werk in Köln war die vierte Verleihung des Deutschen Jazzpreises am 13. Juni 2025. Wie im Vorjahr wurde die Feier von Hadnet Tesfai und Götz Bühler moderiert, diesmal von Live-Acts wie Nduduzo Makhathini und Ludwig Wandinger/Philo Tsoungui umrahmt; sie „hatte einen dezenten, aber ubiquitären Dauerlächel- und Glamour-Appeal“ und funktionierte als „Spiegel des Soziotops, dem die Preise zugutekommen, und der Jury, die über die Preisvergabe beschließt.“ Dennoch habe die Preisverleihung „nach fünf Jahren noch immer nicht zu einer Dramaturgie gefunden hat, die über die Zeit trägt.“
Allerdings wurde als peinlich bewertet, dass die Dankesrede der Berliner Band Sonic Interventions rhetorisch durchchoreographiert war und von Sängerin Astan Ka, in ein Palästinensertuch eingehüllt, unwidersprochen mit „Stop this Genocide“ beendet wurde. Erst ganz am Ende der Veranstaltung reagierte Götz Bühler mit den Worten: „Diese Bühne steht für künstlerische Freiheit, für Meinungsvielfalt, beides ist essentiell für den Jazz und für unsere Gesellschaft. Wir stehen solidarisch auf der Seite aller zivilen Opfer dieses Konflikts, auch der israelischen Geiseln. Das Leid der Zivilbevölkerung in Gaza und darüber hinaus ist schrecklich und bewegt uns sehr.“ Diese Erklärung ist für Hagalil symptomatisch für den selbstgewählten Fokus der Veranstaltung „auf Identitätspolitik und selbstproklamierte Vielfalt“; kritisiert wurde „eine deutliche antisemitische Schlagseite“ der Gala und ihres Publikums. Kritisch wurde auch vermerkt, dass das auf der Veranstaltung gezeichnete Jazzbild „ein historisch nicht ganz korrektes“ sei. Mit den Preisen werde keinesfalls „die Jazzszene in ihrer ganzen Breite repräsentiert: Vertreter*innen mit populärem Repertoire fehlen ebenso wie Interpreten der Freien Musik oder folkloristisch geprägte Künstler*innen wie aus dem Flamenco, Jazz Manouche oder östlichen Spielarten, die allesamt auch in der Mitte Europas lebendig sind, nicht nur in ihren Herkunftsländern.“

## Preisträger 2021

### Künstler
- Vokal: Lucia Cadotsch
- Holzblasinstrumente: Daniel Erdmann
- Blechblasinstrumente: Markus Stockhausen
- Piano/Keyboards: Aki Takase
- Gitarre: Ronny Graupe
- Bass: Eva Kruse
- Schlagzeug/Perkussion: Christian Lillinger
- Besondere Instrumente: Christopher Dell
- Künstlerin/Künstler des Jahres: Christian Lillinger
- Band des Jahres: Philipp Gropper’s PHILM
- Großes Ensemble des Jahres: Andromeda Mega Express Orchestra
- Blasinstrumente international: Jaimie Branch
- Piano/Keyboards international: Tigran Hamasyan
- Saiteninstrumente international: Wolfgang Muthspiel
- Schlagzeug/Perkussion international: Brian Blade
- Künstlerin/Künstler des Jahres international: Tigran Hamasyan
- Band des Jahres international: Shake Stew

### Aufnahme / Produktion
- Album Instrumental des Jahres: Julia Hülsmann Quartet – Not Far from Here
- Debüt-Album des Jahres: Mirna Bogdanović – Confrontation
- Rundfunkproduktion des Jahres: Bill Laurance & WDR Big Band – Live at the Philharmonie Cologne (WDR)
- Album Instrumental des Jahres international: Carla Bley – Life Goes On
- Album Vokal des Jahres international: Kandace Springs – The Women Who Raised Me
- Debüt-Album des Jahres international: Joel Ross – KingMaker

### Live
- Club des Jahres: Loft (Köln)
- Festival des Jahres: 44. Leipziger Jazztage „Transitions“

### Komposition / Arrangement
- Komposition des Jahres: Florian Ross
- Arrangement des Jahres: Fabia Mantwill

### Sonderpreise
- Journalistische Leistung: Günther Huesmann: „Bird Lives. Zum 100. Geburtstag von Charlie Parker“
- Lebenswerk: Karsten Jahnke[9]
- Sonderpreis der Jury: Jazzclub Unterfahrt

## Preisträger 2022

### Künstler
- Vokal: Fola Dada
- Holzblasinstrumente: Gebhard Ullmann
- Blechblasinstrumente: Shannon Barnett
- Piano / Keyboards: Pablo Held
- Gitarre: Ferenc Snétberger
- Bass: Robert Landfermann
- Schlagzeug / Perkussion: Oliver Steidle
- Besondere Instrumente: Aly Keïta
- Künstler des Jahres: Charlotte Greve
- Band des Jahres: Punkt.Vrt.Plastik (Kaja Draksler, Petter Eldh, Christian Lillinger)
- Großes Ensemble des Jahres: Trickster Orchestra
- Blasinstrumente international: Emile Parisien
- Piano / Keyboards international: Sylvie Courvoisier
- Saiteninstrumente international: Linda May Han Oh
- Schlagzeug / Perkussion international: Marilyn Mazur
- Künstler des Jahres international: Michael Mayo
- Band des Jahres international: Sons of Kemet

### Aufnahme / Produktion
- Album Instrumental des Jahres: Nils Wogram – Muse
- Album Vokal des Jahres: Efrat Alony – Hollywood Isn´t Calling
- Debüt-Album des Jahres: Magro – Trippin
- Rundfunkproduktion des Jahres: WDR 3 / States of Play: Sonifikation
- Album Instrumental des Jahres international: Charles Lloyd & the Marvels – Tone Poem
- Album Vokal des Jahres international: Gretchen Parlato – Flor
- Debüt-Album des Jahres international: Tijn Wybenga & AM.OK – Brainteaser

### Live
- Spielstätte des Jahres: Stadtgarten Köln
- Festival des Jahres: Xjazz! Festival

### Komposition / Arrangement
- Komposition des Jahres: Rebecca Trescher – Paris Zyklus | The Spirit of the Streets
- Arrangement des Jahres: Tilo Weber – Se la mia morte brami

### Sonderpreise
- Journalistische Leistung: Andrian Kreye – American Idol
- Lebenswerk: Ernst-Ludwig Petrowsky
- Sonderpreis der Jury: Sebastian Gramss‘ Hard Boiled Wonderland – Music Resistance[29]

## Preisträger 2023

### Künstler
- Vokal: Natalie Greffel
- Holzblasinstrumente: Volker Holly Schlott
- Blechblasinstrumente: Matthias Schriefl
- Piano / Keyboards: Elias Stemeseder
- Gitarre: Kurt Rosenwinkel
- Bass: Lisa Wulff
- Schlagzeug / Perkussion: Günter Baby Sommer
- Besondere Instrumente: Rabih Abou-Khalil
- Künstler des Jahres: Sanni Est
- Band des Jahres: Insomnia Brass Band (Almut Schlichting, Anke Lucks, Christian Marien)
- Großes Ensemble des Jahres: Potsa Lotsa XL
- Blasinstrumente international: Lakecia Benjamin
- Piano / Keyboards international: Jason Moran
- Saiteninstrumente international: Jeff Parker
- Schlagzeug / Perkussion international: Makaya McCraven
- Künstler des Jahres international: Moor Mother
- Band des Jahres international: James Brandon Lewis Quartet

### Aufnahme / Produktion
- Album Instrumental des Jahres: Melt Trio (Peter und Bernhard Meyer, Moritz Baumgärtner) – Consumer
- Album Vokal des Jahres: Luah – MO VI MENTO
- Debüt-Album des Jahres: InEvitable – InEvitable
- Rundfunkproduktion des Jahres: Martin Auer – Hörspiel | „Die Ballade von Robin Hood“ von John von Düffel
- Album Instrumental des Jahres international: Wadada Leo Smith / Andrew Cyrille / Qasim Naqvi – Two Centuries –
- Album Vokal des Jahres international: Cécile McLorin Salvant – Ghost Song
- Debüt-Album des Jahres international: Vicente Hansen Atria – Orlando Furioso

### Live
- Spielstätte des Jahres: Loft Köln
- Festival des Jahres: Cologne Jazzweek

### Komposition / Arrangement
- Komposition des Jahres: Heidi Bayer – Cookie Dough
- Arrangement des Jahres: Diego Piñera – Bartók

### Sonderpreise
- Journalistische Leistung: Julia Neupert, Franziska Buhre – „Jazz-Frauen. Wegbereiterinnen im Off“[30]
- Lebenswerk: Rolf & Joachim Kühn
- Sonderpreis der Jury: Julia Kadel, Erik Leuthäuser, Friede Merz, Laura Winkler: Queer Cheer Community for “Jazz” and Improvised Music

## Preisträger 2024

### Künstler
- Vokal: Céline Rudolph
- Holzblasinstrumente: Angelika Niescier
- Blechblasinstrumente: Janning Trumann
- Piano / Keyboards: Alexander von Schlippenbach
- Saiteninstrumente: Petter Eldh
- Schlagzeug / Perkussion: Taiko Saitō
- Künstler des Jahres: Bendik Giske
- Band des Jahres: Shuteen Erdenebaatar Quartet
- Künstler des Jahres international: Kenny Barron
- Ensemble des Jahres international: Irreversible Entanglements

### Aufnahme / Produktion
- Album des Jahres: Mirna Bogdanović – Awake
- Debüt-Album des Jahres: Jakob Bänsch – Opening
- Rundfunkproduktion des Jahres: MDR-Rundfunkchor – A Kind of ... Choral Music (Werke von Florian Ross, Andreas Theobald und Theresia Philipp)
- Album des Jahres international: Meshell Ndegeocello – The Omnichord Real Book
- Debüt-Album des Jahres international: Lesley Mok – The Living Collection

### Live
- Festival des Jahres: NUEJAZZ Festival
- Live Act des Jahres: Moses Yoofee Trio
- Live Act des Jahres International: Immanuel Wilkins Quartet

### Komposition
- Komposition des Jahres: Monika Roscher – 8 Prinzessinnen

### Sonderpreise
- Journalistische Leistung: Ulrich Habersetzer – #Challenge1923
- Lebenswerk: Alexander von Schlippenbach
- Sonderpreis der Jury: Creative Music Studio, co-founded by Karl Berger

## Preisträger 2025

### Künstler
- Vokal: Sera Kalo
- Holzblasinstrumente: Ingrid Laubrock
- Blechblasinstrumente: Dima Bondarev
- Piano / Keyboards: Kit Downes
- Saiteninstrumente: Nick Dunston
- Schlagzeug / Perkussion: Philo Tsoungui
- Künstlerin des Jahres: Eva Klesse
- Großes Ensemble des Jahres: Carl Wittigs Aurora Oktett
- Künstler des Jahres international: Marshall Allen
- Großes Ensemble des Jahres international: Jihye Lee Orchestra

### Aufnahme / Produktion
- Album des Jahres: Peter Gall – Love Avatar
- Newcomer des Jahres: Sonic Interventions – Do You Remember?
- Rundfunkproduktion des Jahres: hr-Bigband featuring Matthias Schriefl – Allgäu Meets India
- Album des Jahres international: ØKSE (bestehend aus Savannah Harris, Mette Rasmussen, Val Jeanty und Petter Eldh) – ØKSE
- Newcomerin des Jahres international: Alden Hellmuth – Good Intentions

### Live
- Festival des Jahres: PENG-Festival Essen
- Live Act des Jahres: Andromeda Mega Express Orchestra
- Live Act des Jahres International: Nduduzo Makhathini

### Komposition
- Komposition des Jahres: Birgitta Flick – PlanetWoman

### Sonderpreise
- Journalistische Leistung: JazzFacts Deutschlandreise – Deutschlandfunk
- Lebenswerk: Uschi Brüning
- Musikvermittlung und Teilhabe: Jazzpilot*innen

## Hauptjury

### Hauptjury 2021
Die Hauptjury bestand 2021 aus sechs „jazzaffinen Persönlichkeiten des kulturellen öffentlichen Lebens“ und zehn ausgewählten Mitgliedern der Fachjury:
- Sabine Bachmann; Skip Records
- Christiane Böhnke-Geisse, Konzertveranstalterin und lange Programmverantwortliche im Münchner Jazzclub Unterfahrt.
- Ulf Drechsel, Jazzredakteur, Moderator und Autor
- Michael Gottfried, ACT Music
- Wolfram Knauer, Jazzinstitut Darmstadt
- Martin Laurentius, Jazzjournalist
- Ute Lemper, Sängerin, Schauspielerin
- Ina Lieckfeld, Konzertdirektion Karsten Jahnke, Elbjazz
- Lyambiko, Musikerin
- Max Mutzke, Musiker
- Céline Rudolph, Musikerin, Professorin
- Beate Sampson, Musikjournalistin, Sängerin
- Peter Schulze, Musikveranstalter
- Sebastian Studnitzky, Musiker, Leiter Xjazz
- Thomas Quasthoff, Sänger, Professor
- Anastasia Wolkenstein, Tourpromoterin, Regensburg

### Hauptjury 2022
- Aida Baghernejad, Journalistin, Moderatorin und Podcasterin
- Christiane Böhnke-Geisse, Konzertveranstalterin, ehemalige Programmverantwortliche Jazzclub Unterfahrt
- Jean-Paul Bourelly, Gitarrist und Produzent
- Ulf Drechsel, Jazzredakteur, Moderator und Autor
- Fielding Hope, Kurator Counterflows Festival Glasgow
- Kalle Kalima, Jazzgitarrist und Komponist
- Beate Sampson, Musikjournalistin (BR) und Sängerin
- Johanna Schneider, Sängerin, Komponistin und Co-Organisatorin des PENG-Festivals
- Tokunbo, Jazz- und Soulsängerin
- Wolfram Knauer, Leiter des Jazzinstituts Darmstadt
- Lyambiko, Jazzsängerin
- Stefanie Marcus, Geschäftsführerin Traumton Records
- Max Mutzke, Musiker
- Kurt Rosenwinkel, Gitarrist, Produzent und Songwriter
- Céline Rudolph, Sängerin und Komponistin
- Anastasia Wolkenstein, Tourpromoterin

### Hauptjury 2023
In der neu zusammengesetzten Hauptjury finden sich auch in diesem Jahr wieder insgesamt 16 Personen, prominente Jazzakteure und Persönlichkeiten des öffentlichen kulturellen Lebens sowie Mitglieder der Fachjury:
- Nabil Atassi, Autor und Moderator
- Aida Baghernejad, Journalistin, Moderatorin und Podcasterin
- Jean-Paul Bourelly, Musiker, Kurator
- Bülent Ceylan, Comedian
- Nate Chinen, Musikkritiker und Autor
- Rabih Lahoud, Musiker
- Stefanie Marcus, Geschäftsführerin Traumton Records
- Lena Müller, Booking Agentin Jazzhaus Freiburg
- Akua Naru, Künstlerin
- Angelika Niescier, Musikerin
- Aaron Parks, Musiker
- Katea Stitt, Programmdirektorin Pacifica Radio
- Victoriah Szirmai, Musikkritikerin
- Mousse T., Musikproduzent
- Tokunbo, Jazz- und Soulsängerin
- Jolanda Vujasinovic, Künstler- und Konzertmanagerin

### Hauptjury 2024
- Werner Aldinger, Labelbetreiber (enja & yellowbird records)
- Judyth Babin, Managerin / Tour-Agentin
- Nate Chinen, Musikkritiker und Autor
- Nora Gomringer, Dichterin, Sprecherin, Performerin, Produzentin
- Trilok Gurtu, Musiker
- Jana Herzen, Musikerin, Labelbetreiberin (Motéma Music)
- Marieke Meischke, Programmgestalterin Jazz Maastricht/JazzOut Fest, Mitglied im Beirat Dutch Performing Arts Fund
- Nicole Mitchell, Musikerin, Konzeptkünstlerin, Hochschullehrerin an der Universität von Virginia
- Akua Naru, Künstlerin, Produzentin, Archivarin
- Aaron Parks, Musiker
- Claus Reichstaller, Musiker und Hochschullehrer
- Rio Sakairi, Künstlerische Leitung / The Jazz Gallery
- Katea Stitt, Rundfunkprogrammdirektorin/Produzentin und Managerin
- Silvan Strauss, Musiker
- Victoriah Szirmai, Musikkritikerin
- Jolanda Vujasinovic, Künstler- und Konzertmanagerin
- Leo Wölfel, Festivalproduzent

## Fachjury
Die Fachjury setzt sich aus je fünf Personen der Sektoren Künstler, Labels/Verlage, Clubs/Festivals, Management/Agenturen sowie Journalistinnen, Journalisten und Medienvertretern zusammen.

### Fachjury 2021
- Sabine Bachmann; Skip Records
- Christiane Böhnke-Geisse, Konzertveranstalterin
- Michèle Claveau, GLM
- Friederike Darius, Produzentin Metropole Orkest
- Ulf Drechsel, Jazzredakteur rbb
- Silke Eberhard, Musikerin
- Michael Gottfried, ACT Music
- Tina Heine, Intendantin Jazz & The City
- Pablo Held, Musiker
- Julian Hölscher, Konzertveranstalter
- Burkhard Hopper, Artist Manager
- Dieter Ilg, Musiker
- Kalle Kalima, Musiker
- Rainer Kern, Intendant Enjoy Jazz
- Tinka Koch, Jazzredakteurin WDR 3
- Nicola Kremer, Marketing/Vertrieb ECM Records
- Martin Laurentius, Jazzjournalist
- Ina Lieckfeld, Konzertdirektion Karsten Jahnke, Elbjazz
- Julia Neupert, Jazzredakteurin SWR2
- Céline Rudolph, Musikerin, Professorin
- Sarah Seidel, Musikjournalistin NDR Kultur
- Peter Schulze, Musikveranstalter
- Sebastian Studnitzky, Musiker, Leiter Xjazz
- Bugge Wesseltoft, Musiker
- Anastasia Wolkenstein, Tourpromoterin

### Fachjury 2022
- Sabine Bachmann, Skip Records
- Aida Baghernejad, Journalistin, Moderatorin und Podcasterin
- Christiane Böhnke-Geisse, Konzertveranstalterin
- Frank Bolder, Programm Manager North Sea Jazz Festival
- Jean-Paul Bourelly, Gitarrist, Produzent
- Anja Buchmann, Freie Moderatorin im Bereich Kultur, Musik und Jazz
- Michèle Claveau, GLM
- Friederike Darius, Produzentin Metropole Orkest
- Ulf Drechsel, Jazzredakteur rbb
- Michael Gottfried, ACT Music
- Julian Hölscher, Konzertveranstalter
- Fielding Hope, Kurator Counterflows Festival Glasgow
- Burkhard Hopper, Artist Manager
- Sofia Jernberg, schwedische Jazz- und Improvisationssängerin
- Kalle Kalima, Musiker
- Rainer Kern, Intendant Enjoy Jazz
- Rabih Lahoud, Jazzsänger
- Martin Laurentius, Jazzjournalist
- Stefanie Marcus, Geschäftsführerin Traumton Records
- Nanna Rohlffs, Bookerin
- Céline Rudolph, Sängerin und Komponistin
- Johanna Schneider, Sängerin, Komponistin, Co-Organisatorin des PENG Festivals
- Sarah Seidel, Musikjournalistin NDR Kultur
- Bugge Wesseltoft, Musiker
- Anastasia Wolkenstein, Tourpromoterin

### Fachjury 2023
- Niklas Alt, Betreiber des Clubs Donau115
- Nabil Atassi, Autor und Moderator
- Aida Baghernejad, freie Kulturjournalistin
- Jean-Paul Bourelly, Musiker, Kurator
- Fola Dada, Sängerin, Professorin
- Uwe Hager, Musikwissenschaftler und Pianist, o-tone music
- Jana Herzen, Singer-Songwriterin, Betreiberin Motéma Music,
- Rabih Lahoud, Musiker
- Erik Leuthäuser, Musiker, Queer Cheer Kollektiv
- Luciano Linzi, Künstlerischer Leiter Casa del Jazz in Rom und Jazzmi Festival in Mailand
- Stefanie Marcus, Geschäftsführerin Traumton Records
- Peter Margasak, Musikjournalist und Konzertveranstalter
- Lena Müller, Booking Agentin Jazzhaus Freiburg
- Angelika Niescier, Musikerin
- Matti Nives, Künstlerischer Leiter des We Jazz-Festival in Finnland
- Catherine Nuyt, Labelmanagerin Outhere Music und Radio-Moderatorin
- Rio Sakairi, künstlerische Leiterin der Jazz Gallery in New York
- Darrel Sheinman, Inhaber/Produzent von Gearbox Records
- Thomas Siffling, Musiker und Geschäftsführer des Ella & Louis Jazz Club Mannheim
- Tinka Steinhoff, Bookingagentin
- Katea Stitt, Programmdirektorin Pacifica Radio
- Victoriah Szirmai, Musikkritikerin
- Jeanne-Marie Varain, Geschäftsführerin moers festival
- Jolanda Vujasinovic, Künstler- und Konzertmanagerin

## Mittelvergabe
Weniger als ein Drittel der parlamentarisch bereit gestellten Geldmittel in Höhe von 1 Million Euro ist den Musikern mit ihrer Auszeichnung unmittelbar zugutegekommen. Auf eine Kritik, etwa im Jazz Podium, dass fast zwei Drittel für Administration, Promotion und Technik ausgegeben werde, erfolgte einerseits ein Hinweis darauf, dass ein wettbewerbliches Verfahren immer mit der Ausgabe hoher Summen verbunden sei. Andererseits wurde auch bestritten, dass mit der Preisverleihung (welche live 2021 nur maximal 300 Menschen verfolgt hätten) eine medial interessante Bühne für den Jazz und langfristig Aufmerksamkeit und Reichweite geschaffen worden sei. 2022 wurde erstmals ein Nominierungsgeld eingeführt. 2023 wurde dieses auf 3.000 € erhöht. Nach Angaben des Veranstalters Initiative Musik hat sich damit die Summe der ausgeschütteten Gelder, welche direkt den Musikern zugutekommen, 2022 auf 418.000 € sowie 2023 auf 472.000 € erhöht.

## Beirat
- Sabine Bachmann, Mitinhaberin Skip Records
- Kai-Uwe Diaz Philipp, Senior Communication Sony Music
- Jörg Heidemann, Geschäftsführer, Verband unabhängiger Musikunternehmer*innen e. V.
- Harald Kisiedu, Musikwissenschaftler, Institut für Musik der Hochschule Osnabrück
- Alexandra Lehmler, Musikerin
- Hans Lüdemann, Musiker, Deutscher Komponistenverband
- Beate Sampson, Musikjournalistin Bayerischer Rundfunk
- Annika Sautter, Leitung Leipziger Jazztage
- Johanna Schneider, Musikerin
- Lisa Tuyala, Kulturmanagerin, Musikerin
- Arndt Weidler, Wissenschaftler, Jazzinstitut Darmstadt
- Steffen Wilde, Geschäftsführung Jazzclub Tonne